# Ctenochasmatidae
Ktenochasmatidi byli zástupci čeledi pterodaktyloidních ptakoještěrů z nadčeledi Ctenochasmatoidea. Zahrnuje dvě podčeledi a zhruba 10 platných rodů pterosaurů. Zástupci této čeledi měli poměrně velké geografické rozšíření, jejich fosilie byly objeveny například i v jihoamerických státech Uruguay a Chile.

## Historie objevů
Fosilní zub ptakoještěra z této čeledi patrně objevil v Anglii na konci 18. století sám William Smith, jeden ze zakladatelů geologie jako vědní disciplíny.

## Klasifikace
Podle Unwina, 2006.
- - Čeleď Ctenochasmatidae
    - Elanodactylus
    - Gegepterus
    - Podčeleď Ctenochasmatinae
      - Balaenognathus[4]
      - Beipiaopterus
      - Ctenochasma
      - Eosipterus
      - Pterodaustro

    - Podčeleď Gnathosaurinae
      - Cearadactylus
      - Gnathosaurus
      - Huanhepterus
      - Plataleorhynchus
      - "Pterodactylus" longicollum